# Valgorge
Valgorge (okcitansko Vaugòrja) je naselje in občina v jugovzhodnem francoskem departmaju Ardèche regije Rona-Alpe. Leta 1999 je naselje imelo 450 prebivalcev.

## Geografija
Kraj, sestavljen iz osrednjega trga Villard in več manjših zaselkov, se nahaja v pokrajini Languedoc ob reki Beaume, 70 km jugozahodno od središča departmaja Privas.

## Uprava
Valgorge je sedež istoimenskega kantona, v katerega so poleg njegove vključene še občine Beaumont, Dompnac, Laboule, Loubaresse, Montselgues in Saint-Mélany s 1.044 prebivalci. 
Kanton je sestavni del okrožja Largentière.

## Pobratena mesta
- Hamois (Valonija, Belgija);

1. ↑  »Populations légales 2016«. Nacionalni inštitut za statistične in gospodarske raziskave. Pridobljeno 25. aprila 2019.